# A játékharcos
A játékharcos (eredeti cím: The Toy Warrior) egy 2005-ös dél-koreai animációs fantasy-kalandfilm, amelyet a JM Entertainment Co. Ltd gyártott, az animációt pedig a Seoul Movie készítette. A filmet Kyung-Won Lim rendezte, a forgatókönyvet pedig Brian Swenlin írta. A film premierje az Egyesült Államokban a Toon Disney televízió adón volt, 2005. november 8-án, 17:00-kor a csatorna Big Movie Show műsorblokkjában. Magyarországon a Cartoon Network mutatta be, 2006. április 15-én, nagyszombaton, 19:00-kor a Cartoon Network Mozi műsorblokkban.

## Ismertető
A játékok földje a tiszta képzelet világa, ahol a népszerű játékbaba, Sherbet hercegnő uralkodik, ám amikor titokzatos sötétség fenyegeti a hercegnő birodalmát, a való világba megy, hogy találjon egy hős harcos herceget... Végül a fantáziadús és bajkeverő Jinoo-val találkozik. Amikor Jinoo véletlenül megérinti Sherbet varázslatos Harcos Kövét, a szeleburdi hatodikos hirtelen a Játékok Földjén találja magát, ahol a nagy erővel bíró Játékharcos válik belőle! A vonakodó Sherbet hercegnő, az átalakuló rendőrbot, R. J. és Jinoo elképesztően hűséges hátizsákja, Ping segítségével, Jinoo készen áll arra, hogy Játékharcosként a sötét erők nyomába eredjen a képzelet világában. A gonosz terjed, és most a való világ és maga a képzelet kútja forog kockán! Egyetlen reményünk egy hős, akinek szíve van... Jinoo, a Játékharcos!

## Szereplők
| Szereplő         | Eredeti hang    | Magyar hang        |
| ---------------- | --------------- | ------------------ |
| Jinoo            | Mona Marshall   | Szalay Csongor     |
| Sherbet hercegnő | Julie Maddalena | Bogdányi Titanilla |
| Ping             | Sandy Fox       |                    |
| RJ               | Kirk Thornton   |                    |
| Sötét Harcos     | Richard Epcar   | Jantyik Csaba      |